# Accord international sur le caoutchouc
L'accord international sur le caoutchouc, signé en 1979 sous l'égide de l'ONU, est un des grands Accords internationaux de produits signés au XXe siècle dans le domaine des matières premières.

## Histoire
Après la Seconde Guerre mondiale, le caoutchouc naturel, produit agricole des pays en développement, est en compétition avec les caoutchouc de synthème produit par les industriels à base de produits pétroliers, ce qui force les producteurs et les consommateurs à un compromis pour éviter que les planteurs ne l'abandonnent et déclenchent ainsi une hausse des prix le rendant moins compétitif. Le caoutchouc naturel réussit cependant à garder un tiers du marché depuis 1970.
L'accord international, signé en 1979 entre les producteurs et les consommateurs, s'est donné des objectifs à la réduction des fluctuations des cours de l'hévéa, en utilisant un stock régulateur. Il a favorisé la progression du caoutchouc naturel dans l'industrie.